# Phyllocycla foliata
Phyllocycla foliata är en trollsländeart som beskrevs av Belle 1988. Phyllocycla foliata ingår i släktet Phyllocycla och familjen flodtrollsländor. Inga underarter finns listade i Catalogue of Life.